# Шиллинг, Диболд Старший
Диболд Шиллинг Старший (нем. Diebold Schilling der Ältere; около 1430, 1435 или 1440 — 1486) — бернский историк и хронист, автор нескольких исторических сочинений, созданных в традиции швейцарских иллюстрированных хроник.

## Биография
Согласно одним данным, родился около 1430 или 1435 года в Хагенау (ныне Агно) в Эльзасе, согласно другим, около 1440 года в Золотурне, столице одноимённого кантона, в семье местного торговца кожами Никлауса Шиллинга (ум. 1461), выходца из Биля (кантон Берн), и Эльзы Вайзен. 
В 1456 году, вслед за своим старшим братом Иоганном, перебрался в Люцерн, став учеником городского писца, а в 1460 году получил должность помощника городского писца и гражданство. Познакомился здесь с местным судебным писарем Гансом Фрюндом, бывшим городским писарем Швица и автором «Хроники Старой Цюрихской войны» (1447). 
В 1460 году поступил на службу в городскую канцелярию Берна, получив гражданские права и в этом городе. В 1462 году вступил в местное престижное «Общество Чертополоха» (нем. Gesellschaft zum Distelzwang), благодаря которому сделал карьеру от писаря до казначея, а в 1468—1470 и 1481—1485 годах занимал должность камергера. В 1468 году стал членом городского совета (т. н. «Совета двухсот»). 
Принимал участие в Вальдсхутской войне (1468) и Бургундских войнах, в частности, в сражениях при Грансоне и при Муртене (1476). Исполнял дипломатические поручения, в 1473, 1474 и 1478 годах участвовал в посольствах в Страсбург. В 1480 году вступил в брак с Катариной Баумгартнер (ум. 1486), детей не имел.
Познакомившись с городским советником и хронистом Генрихом Диттлингером (ум. 1478) и его другом местным летописцем Бенедиктом Чахтланом (ум. 1493), предположительно стал редактором заключительной части хроники последнего. В 1481 году получил должность секретаря суда Берна, которую занимал вплоть до самой смерти в 1485 или 1486 году.

## Сочинения
Наиболее известным историческим трудом Шиллинга является «Бернская хроника» (нем. Berner Chronik), составленная в 1483 году на немецком языке в трёх томах и охватывающая период с 1152 до 1480 года. По разысканиям бернского историка XVII века Эммануэля Херманна, 31 января 1474 года ему официально поручено было Бернским советом продолжить доведённую до 1421 года «Бернскую хронику» Конрада Юстингера, и на Рождество 26 декабря 1484 года он представил совету свой труд в трёх иллюстрированных томах.
Помимо названной хроники Юстингера, Шиллинг использовал в качестве источников документы городских и земельных архивов Цюриха, Люцерна, Берна и др. городов, а также труды своих предшественников, в том числе Конрада Юстингера, Ганса Фрюнда, Ганса Шрибера и Бенедикта Чахтлана. Оригинальные его сообщения в хронике охватывают период с 1468 по 1480 год. Как и Юстингер, Шиллинг включал в текст хроники выдержки из подлинных документов и народные исторические песни, что делает их особенно ценными источниками для современных исследователей. Помимо них, значительный историко-бытовой интерес представляют иллюстрации к ним, которых только в «Бернской хронике» насчитывается 635. Две рукописи последней хранятся в городской библиотеке Берна.
Диболд Шиллинг является также автором «Большой Бургундской хроники» (нем. Die grosse Burgunder Chronik), или «Цюрихского Шиллинга» (нем. Zürcher Schilling), написанного между 1468 и 1484 годами, текст которого украшают 199 миниатюры, и «Шпицской хроники», или «Шпицского Шиллинга» (нем. Spiezer Bilderchronik), датируемого 1484—1485 годами, текст которого также украшают 344 миниатюры.
Несмотря на то, что сведения хроник Шиллинга Старшего активно использовали в своих трудах и другие швейцарские хронисты конца XV — первой половины XVI века, в частности, Петерманн Эттерлин, Герольд Эдлибах, Валериус Ансельм и Вернер Шодолер, а его родной племянник Диболд Шиллинг Младший составил в 1509—1513 годах на их основе иллюстрированную «Люцернскую хронику», они быстро оказались забытыми. 
Лишь в 1893 году «Бернская хроника» была опубликована известным люцернским историком-архивистом Теодором фон Либенау, а в 1897—1901 годах переиздана в Берне в двух томах Густавом Тоблером. Наиболее полным и авторитетным её изданием считается четырёхтомная публикация с факсимиле рукописи, выпущенная в 1943—1945 годах в Берне историком Паулем Хильбером и археологом Хансйоргом Блёшем. Академическое издание «Большой Бургундской хроники» Шиллинга с факсимиле было подготовлено в 1985 году в Люцерне историком-искусствоведом профессором Лозаннского университета Альфредом А. Шмидом.